# Трубицын, Евгений Георгиевич
Евгений Георгиевич Трубицын (1911—1986) — советский партийный и хозяйственный деятель, Герой Социалистического Труда (1981).

## Биография
Евгений Трубицын родился 29 октября 1911 года в городе Горловка (ныне — Донецкая область Украины). В 1938 году окончил Днепропетровский институт инженеров железнодорожного транспорта, после чего работал на железной дороге слесарем, помощником машиниста, инженером, начальником паровозного депо.
Во время Великой Отечественной войны работал на Томской железной дороге. Персональное звание — генерал-директор тяги 2-го ранга. После войны работал на различных железных дорогах, в 1955—1960 годах руководил Кировской железной дорогой, в 1960—1961 годах — Калининской.
С 1961 года Трубицын был первым заместителем Смоленского совнархоза, а с января 1963 года — первым секретарём Смоленского промышленного областного комитета КПСС. Когда промышленный и сельскохозяйственный обкомы были вновь объединены, Трубицын занял должность второго секретаря Смоленского обкома КПСС.
С августа 1965 года Трубицын руководил Приволжской железной дорогой. 12 апреля 1967 года он был назначен Министром автомобильного транспорта и шоссейных дорог РСФСР, а 2 июля 1969 года — Министром автомобильного транспорта РСФСР. К тому времени в автомобильной отрасли СССР назрел серьёзный кризис — многие машины подлежали списанию, их количество превышало количество поступающих от промышленности, в результате чего в 1965—1967 годах численность автопарка Министерства снизилась на 6 %. Трубицын внёс большой вклад в развитие автомобильного транспорта. При нём развернулось активное строительство и расширение производственной и технической базы автотранспортных предприятий, автозаводов, научно-исследовательских и учебных заведений. В автотранспорт впервые были внедрены современные достижения науки и техники, в том числе автоматизированные системы управления и электронно-вычислительные машины. Усилиями Трубицына была создана система международных автомобильных перевозок, объединение «Совтрансавто» и Ассоциация Советских автомобильных перевозчиков. В годы его руководства Министерством был принят Устав автомобильного транспорта, Правила перевозки грузов, пассажиров и багажа. Благодаря его инициативе был учреждён профессиональный праздник День работников автотранспорта, а также знак «Почётный автотранспортник» и звание «Заслуженный работник автомобильного транспорта».
Указом Президиума Верховного Совета СССР от 2 апреля 1981 года за «выдающиеся трудовые достижения, досрочное выполнение заданий десятой пятилетки и социалистических обязательств» Евгений Трубицын был удостоен высокого звания Героя Социалистического Труда с вручением ордена Ленина и медали «Серп и Молот».
В ноябре 1983 года Трубицын вышел на пенсию. Проживал в Москве, скончался 2 марта 1986 года, похоронен на Кунцевском кладбище Москвы.
Был депутатом Верховного Совета РСФСР и ряда областных советов[каких?], членом ЦК КП Карело-Финской ССР и ряда обкомов[каких?]. Был награждён четырьмя орденами Ленина, орденами Октябрьской Революции, Трудового Красного Знамени, Дружбы народов, рядом медалей и знаком «Почётный железнодорожник».
Имя Трубицына присвоено Смоленскому автотранспортному колледжу.